# Brian Ó Domhnaill

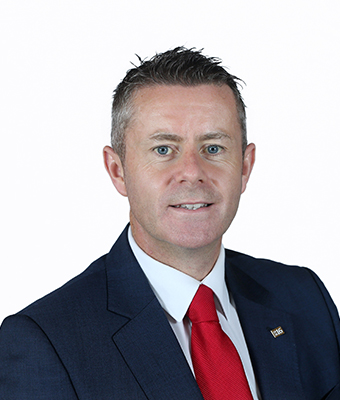
Brian Ó Domhnaill (2016)

Brian Ó Domhnaill (* 18. Oktober 1977 im County Donegal) ist ein irischer Politiker (Fianna Fáil) und seit 2007 Senator im Seanad Éireann.
Ó Domhnaill besuchte die St. Finian’s National School in Falcarragh sowie die ebenfalls in Falcarragh gelegene Pobal Scoil Cloich Cheann Fhaola. Nach Beendigung der Schule studierte er an der University of Ulster und erhielt dort einen Bachelor of Science mit Auszeichnung (B.Sc. hons).
Im Dezember 1999 wurde Ó Domhnaill erstmals in die Direktion der Údarás na Gaeltachta, der Verwaltungsbehörde der Gaeltacht, gewählt. Im April 2005 erfolgte seine Wiederwahl. Daneben war er seit 2004 Mitglied im Donegal County Council.
Im August 2007 wurde er von Taoiseach Bertie Ahern zum Senator im Seanad Éireann nominiert. Im November 2010 kandidierte er bei der Nachwahl im Wahlkreis Donegal South West für einen Sitz im Dáil Éireann, unterlag jedoch Pearse Doherty von der Sinn Féin.

## Familie
Nach Ó Domhnaills Ausscheiden aus dem Donegal County Council im Zuge seiner Nominierung zum Senator, kandidierte sein Bruder Seamus Ó Domhnaill bei der Nachwahl zur Neubesetzung des nun vakanten Sitzes, unterlag jedoch und wurde erst bei der nächsten regulären Wahl des County Council im Jahr 2009 als unabhängiger Kandidat gewählt. Im November 2010 trat Seamus Ó Domhnaill in die Fianna Fáil ein, was manche auf die Kandidatur seines Bruders bei der Nachwahl im Wahlkreis Donegal South West zurückführten. Seamus Ó Domhnaill selbst bestritt einen solchen Zusammenhang.